# الگوریتم زیگورات

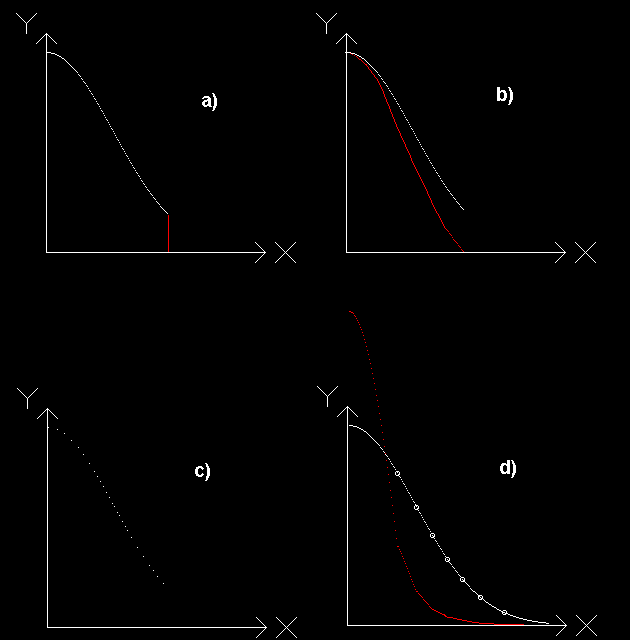
الگوریتم زیگورات

الگوریتم زیگورات الگوریتمی برای نمونه‌گیری اعداد شبه تصادفی است. این الگوریتم که به کلاس الگوریتم‌های نمونه‌گیری بازپس‌زننده تعلق دارد، متکی به منبعی از اعداد تصادفی با توزیع یکنواخت است که معمولاً از یک مولد اعداد شبه تصادفی یا جداول از پیش محاسبه‌شده گرفته می‌شوند. این الگوریتم برای تولید مقادیر از یک توزیع احتمال یکنوای کاهشی استفاده می‌شود. همچنین می‌توان در توزیع‌های تک‌وجهی متقارن، مانند توزیع نرمال، با انتخاب یک مقدار از یک نیمهٔ توزیع و سپس انتخاب تصادفی اینکه این مقدار از کدام نیمه گرفته شود، این روش کاربرد دارد. این الگوریتم توسط جورج مارسالیا و دیگران در دهه ۱۹۶۰ توسعه یافت.